# Cristalina
Cristalina is een gemeente in de Braziliaanse deelstaat Goiás. De gemeente telt 38.504 inwoners (schatting 2009).

## Aangrenzende gemeenten
De gemeente grenst aan Cidade Ocidental, Ipameri, Luziânia, Brasilia (DF) (Paranoá en São Sebastião), Cabeceira Grande (MG), Paracatu (MG) en Unaí (MG).

## Verkeer en vervoer
De plaats ligt aan de radiale snelwegen BR-040 en BR-050 vanaf Brasilia. Daarnaast ligt ze aan de wegen BR-457, GO-309 en GO-436.